# Kalseru Virga
La Kalseru Virga è una struttura geologica della superficie di Titano.